# Dieter Braun
Dieter Braun (2 de febrero de 1943, Ulm, Alemania) es un expiloto de motociclismo alemán, ha sido campeón del mundo de 125cc en 1970 con una Suzuki y campeón del mundo de 250cc en 1973 con una Yamaha TZ250.

## Biografía
Su carrera en el motociclismo deportivo se inició en el campo del motocross, para pasar en 1967 a las competiciones de velocidad.
Su primera presencia puntual en el Mundial fue en 1968 a bordo de una MZ modificada por el importador Neckermann y posteriormente continuó con Maico, Suzuki, Yamaha e Morbidelli.
Al igual que otros pilotos de la época, sus participaciones fueron estuvieron en varias clases (desde 125 hasta 500) y a menudo en la misma temporada como en 1975 donde estuvo presente en los campeonatos mundiales en 4 de las 5 clases individuales.
El primero de sus 14 victorias fue en 125 en 1969 con motivo de Gran Premio de Yugoslavia. A este le seguirían otros entre las diferentes clases: 6 en 125, 7 en 250 y 1 en 350.
Justo después de una de sus victorias, la del Gran Premio de Alemania del Este de Motociclismo de 1971, fue el protagonista involuntario de un episodio particular. Un funcionario del Allgemeiner Deutscher Motorsport Verband intentó eliminar al líder de la carrera, el piloto de la República Federal Alemana, con la bandera negra de la carrera prematuramente para evitar que se reprodujera el himno nacional de Alemania Occidental. Pero el jefe de carreras Hans Zacharias se negó a hacer eso y perdió su trabajo. Al subir Braun al podio, el público cantó el tercer verso del "Lied der Deutschen" (el himno nacional de Alemania Occidental) en la ceremonia. En respuesta, el Gran Premio de la RDA se convirtió en un certamen de invitación a partir de 1973, solo para conductores de los países socialistas y perdió su estatus de Copa del Mundo.

Su primer título mundial lo ganó en 1970 de 125, montando un Suzuki, repitiendo su éxito en 1973, esta vez en la clase 250 y con una Yamaha.
Durante la carrera de 350cc de Gran Premio de Austria de 1977, se ve implicado en una caída junta a Franco Uncini, Johnny Cecotto, Patrick Fernandez y Hans Stadelmann, donde muere este último, mientras que Braun tuvo que poner fin a su carrera.

## Resultados en el Campeonato del Mundo
Sistema de puntuación desde 1950 hasta 1968:
| Posición | 1.º | 2.º | 3.º | 4.º | 5.º | 6.º |
| Puntos   | 8   | 6   | 4   | 3   | 2   | 1   |

Sistema de puntuación desde 1969 hasta 1987:
| Posición | 1.º | 2.º | 3.º | 4.º | 5.º | 6.º | 7.º | 8.º | 9.º | 10.º |
| Puntos   | 15  | 12  | 10  | 8   | 6   | 5   | 4   | 3   | 2   | 1    |

### Carreras por año
(Carreras en negrita indica pole position; Carreras en cursiva indica vuelta rápida)
| Año  | Clase | Equipo         | 1       | 2       | 3       | 4       | 5       | 6       | 7      | 8       | 9       | 10      | 11      | 12      | 13      | Pts. | Pos. | Vic. |
| ---- | ----- | -------------- | ------- | ------- | ------- | ------- | ------- | ------- | ------ | ------- | ------- | ------- | ------- | ------- | ------- | ---- | ---- | ---- |
| 1967 | 350cc | Aermacchi      |         | GER -   |         | IOM -   | NED 13  | BEL -   | RDA -  | CZE -   | FIN -   | ULS -̟   | NAT -   | CAN -   |         | 0    | -    |      |
| 1968 | 125cc | MZ             | GER 4   | ESP -   | IOM -   | NED 5   | BEL -   | DDR -   | CZE 4  | FIN -   | ULS 5   | NAT 6   |         |         |         | 11   | 7.º  | 0    |
| 1968 | 250cc | Aermacchi / MZ | GER 8   | ESP -   | IOM -   | NED 5   | BEL -   | DDR -   | CZE -  | FIN -   | ULS -   | NAT Ret |         |         |         | 0    | -    | 0    |
| 1968 | 350cc | Aermacchi      | GER Ret | ESP -   | IOM -   | NED -   |         | DDR -   | CZE -  |         | ULS -   | NAT 11  |         |         |         | 0    | -    | 0    |
| 1969 | 125cc | Suzuki         | ESP -   | GER 2   | FRA Ret | IOM -   | NED Ret | BEL 2   | DDR 11 | CZE 2   | FIN 4   |         | NAT -   | YUG 1   |         | 59   | 2.º  | 1    |
| 1969 | 250cc | MZ             | ESP 7   | GER Ret | FRA -   | IOM -   | NED 6   | BEL -   | DDR -  | CZE 6   | FIN 5   | ULS -   | NAT -   | YUG -   |         | 20   | 10.º | 0    |
| 1970 | 125cc | Suzuki         | GER -   | FRA 1   | YUG 1   | IOM 1   | NED 1   | BEL Ret | DDR 2  | CZE 2   | FIN Ret |         | NAT Ret | ESP 4   |         | 84   | 1.º  | 4    |
| 1970 | 250cc | MZ             | GER -   | FRA Ret | YUG Ret | IOM Ret | NED 4   | BEL Ret | DDR -  | CZE 8   | FIN -   | ULS -   | NAT 4   | ESP -   |         | 19   | 14.º | 0    |
| 1970 | 350cc | MZ             | GER -   |         | YUG -   | IOM Ret | NED -   |         | DDR -  | CZE 5   | FIN Ret | ULS -   | NAT 6   | ESP 5   |         | 17   | 11.º | 0    |
| 1971 | 125cc | Suzuki         | AUT 4   |         |         |         |         |         |        |         |         |         |         |         |         | 54   | 4.º  | 0    |
| 1971 | 125cc | Maico          |         | GER Ret | IOM -   | NED 4   | BEL 3   | DDR 4   | CZE 13 | SWE 4   | FIN 2   |         | NAT -   | ESP Ret |         | 54   | 4.º  | 0    |
| 1971 | 250cc | Yamaha         | AUT -   | GER -   | IOM -   | NED 3   | BEL 3   | DDR 1   | CZE 16 | SWE Ret | FIN 3   | ULS 3   | NAT -   | ESP -   |         | 58   | 5.º  | 1    |
| 1971 | 350cc | Yamaha         | AUT -   | GER -   | IOM -   | NED -   |         | DDR -   | CZE -  | SWE -   | FIN -   | ULS 2   | NAT -   | ESP -   |         | 12   | 16.º | 0    |
| 1972 | 125cc | Maico          | GER -   | FRA -   | AUT 7   | NAT -   | IOM -   | YUG -   | NED -  | BEL 6   | DDR -   | CZE 5   | SWE Ret | FIN 3   | ESP Ret | 25   | 8.º  | 0    |
| 1972 | 250cc | Maico          | GER 2   | FRA 9   | AUT Ret | NAT -   | IOM -   | YUG -   | NED -  | BEL 4   | DDR Ret | CZE -   | SWE Ret | FIN Ret | ESP Ret | 22   | 12.º | 0    |
| 1972 | 350cc | Yamaha         | GER -   | FRA 6   | AUT -   | NAT 8   | IOM -   | YUG 2   | NED 4  |         | DDR 3   | CZE 3   | SWE 9   | FIN Ret | ESP Ret | 54   | 4.º  | 0    |
| 1973 | 250cc | Yamaha         | FRA 28  | AUT -   | GER 4   |         | IOM -   | YUG 1   | NED 1  | BEL Ret | CZE 1   | SWE 1   | FIN 2   | ESP -   |         | 80   | 1.º  | 4    |
| 1973 | 350cc | Yamaha         | FRA -   | AUT 6   | GER Ret | NAT 7   | IOM -   | YUG 2   | NED 5  |         | CZE 5   | SWE Ret | FIN Ret | ESP -   |         | 33   | 8.º  | 0    |
| 1974 | 250cc | Yamaha         |         | GER DNS |         | NAT -   | IOM -   | NED Ret | BEL 2  | SWE 5   | FIN 3   | CZE 3   | YUG 3   | ESP 3   |         | 58   | 2.º  | 0    |
| 1974 | 350cc | Yamaha         | FRA Ret | GER DNS | AUT 3   | NAT DNS | IOM -   | NED 2   |        | SWE 4   | FIN 3   |         | YUG 3   | ESP 2   |         | 62   | 2.º  | 0    |
| 1974 | 500cc | Yamaha         | FRA Ret | GER DNS | AUT 5   | NAT -   | IOM -   | NED -   | BEL 3  | SWE -   | FIN -   | CZE 5   |         |         |         | 22   | 7.º  | 0    |
| 1975 | 125cc | Morbidelli     | FRA -   | ESP -   | AUT -   | GER -   | NAT -   |         | NED -  | BEL -   | SWE -   |         | CZE -   | YUG 1   |         | 15   | 11.º | 1    |
| 1975 | 250cc | Yamaha         | FRA Ret | ESP Ret |         | GER 8   | NAT 4   | IOM -   | NED 3  | BEL 8   | SWE 6   | FIN 4   | CZE 3   | YUG 1   |         | 56   | 3.º  | 1    |
| 1975 | 350cc | Yamaha         | FRA -   | ESP 5   | AUT Ret | GER 2   | NAT 4   | IOM -   | NED 1  |         | SWE -   | FIN 5   | CZE Ret | YUG Ret |         | 47   | 4.º  | 1    |
| 1975 | 500cc | Yamaha         | FRA Ret |         | AUT 6   | GER 6   | NAT -   | IOM -   | NED -  | BEL -   | SWE 5   | FIN -   | CZE -   | YUG -   |         | 16   | 13.º | 0    |
| 1976 | 250cc | Yamaha         | FRA -   |         | NAT -   | YUG 1   | IOM -   | NED 9   | BEL 7  | SWE 2   | FIN 6   | CZE 7   | GER 4   | ESP -   |         | 42   | 6.º  | 1    |
| 1976 | 350cc | Morbidelli     | FRA Ret | AUT 5   | NAT DNQ | YUG Ret | IOM -   | NED 9   |        |         | FIN 2   | CZE Ret | GER 8   | ESP -   |         | 23   | 11.º | 0    |
| 1976 | 500cc | Suzuki         | FRA 8   | AUT 15  | NAT 9   |         | IOM -   | NED -   | BEL 6  | SWE Ret | FIN 6   | CZE Ret | GER Ret |         |         | 15   | 17.º | 0    |